# Klimowicze
Klimowicze (biał. Клімавічы, Klimawiczy) – miasto na Białorusi, w obwodzie mohylewskim, centrum administracyjne rejonu klimowickiego od 1924 roku. Liczy 17,0 tysięcy mieszkańców (2010). Klimowicze są położone 124 km na południowy wschód od Mohylewa, nad rzeką Kalinicą.

## Historia
Pierwsze wzmianki o mieście w historycznych dokumentach są datowane na rok 1581, w odniesieniu do województwa mścisławskiego Wielkiego Księstwa Litewskiego.
Wieś królewska w starostwie niegrodowym klimowickim położona była w końcu XVIII wieku w województwie mścisławskim.
Klimowicze uzyskały prawa miejskie w 1777 roku, herb nadano w 1781 roku.
Miasto było okupowane przez nazistowskie Niemcy podczas II wojny światowej, oswobodzono je w październiku 1943 roku.
Podczas okupacji hitlerowskiej, w sierpniu 1941 roku Niemcy utworzyli getto dla żydowskich mieszkańców. Przebywało w nim około 1600 osób. W grudniu 1941 roku Niemcy zlikwidowali getto, a Żydów zamordowali przy drodze do Timonowa. Sprawcami zbrodni było Einsatzkommando 9 oraz oddziały z 221 Dywizji Bezpieczeństwa. 
Klimowicze, a zwłaszcza ich rejon, poważnie ucierpiały podczas katastrofy w Czarnobylskiej Elektrowni Jądrowej.